# 丘利拉庫查山 (奧孔加特區)
13°45′55″S 71°17′1″W / 13.76528°S 71.28361°W
丘利拉庫查山（Queullacocha），是秘魯的山峰，位於該國東南部庫斯科大區，由基斯皮坎奇省的奧孔加特區負責管轄，屬於韋爾卡努塔山脈的一部分，海拔高度約4,900米。